# Johannes Oechelhäuser
Johannes Wolf Oechelhäuser (* 28. April 1787 in  Siegen; † 4. März 1869 ebenda) war ein deutscher Unternehmer, Papierfabrikant und Bürgermeister von Siegen.

## Familie
Johannes Oechelhäuser stammte aus der Ehe des Siegener Unternehmers und Ratsherrs Johann Heinrich Oechelhäuser (1739–1803) und Maria Elisabeth geb. Blecher (ca. 1755–1814). In erster Ehe war er verheiratet mit Maria Elisabeth geb. Langer, in zweiter Ehe mit Marianne Charlotte (Marie-Lotte) geb. Schenck. Aus beiden Ehen stammten 14 Kinder, darunter Justus Wilhelm.

## Leben
Johannes Oechelhäuser erlernte zunächst des Beruf eines Bäckers. 1818 erwarb er die Walkmühle im Leimbachtal bei Siegen und wandelte diese in eine Papiermühle um. 1837 erweiterte er diese um einen Maschinenbauwerkstatt. Johannes Oechelhäuser war einer der bedeutenden Papierfabrikanten und Papiermaschinenkonstrukteure seiner Zeit und gilt als Erfinder der Strohpapiermaschine.
Mit den gravierenden Veränderungen im Wirtschaftsleben nach der Märzrevolution 1848/1849 brach das Familienunternehmen zunächst zusammen. Justus Wilhelm trat aus der Unternehmung aus und wechselte in die Politik sowie als Generaldirektor zur Deutschen Continental-Gas-Gesellschaft nach Frankfurt am Main; seine Brüder Heinrich und Adolf bauten die Papiermaschinenkonstruktion ab 1850 als A. & H. Oechelhaeuser wieder auf, jedoch mit Fokus auf dem Großkraftmaschinenbau. Die Siegener  Maschinenfabrik  A.G. wurde das Stammwerk.
Johannes Oechelhäuser war Ratsherr in Siegen. Von 1836 bis 1837 amtierte er als Bürgermeister von Siegen.